# Seznam německých torpédoborců

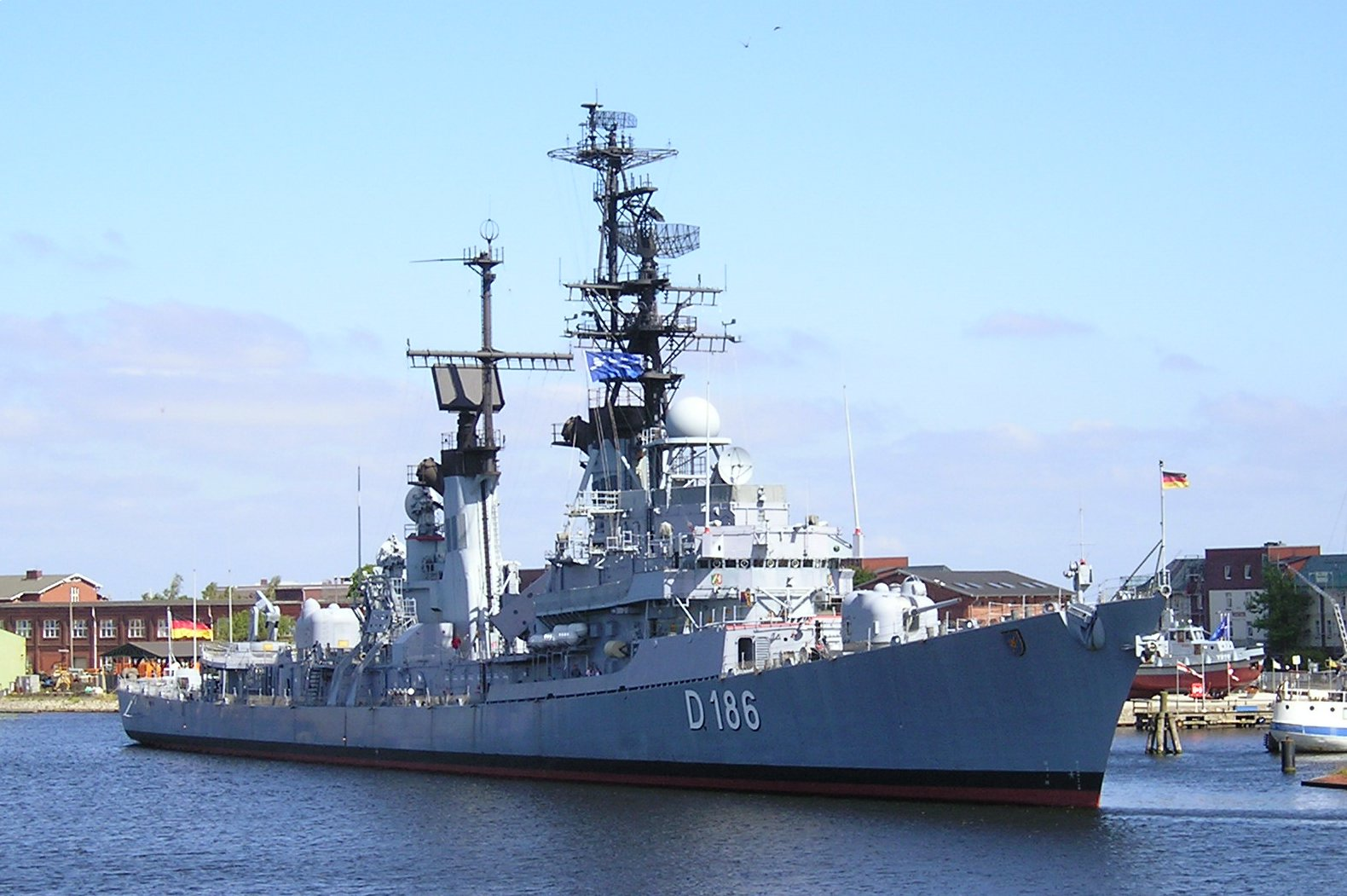
Mölders (D186)

Seznam německých torpédoborců zahrnuje torpédoborce Kaiserliche Marine, Kriegsmarine a poválečného Německého námořnictva.

## Kaiserliche Marine
- Třída S 1 (6 ks) torpédový člun
- Třída S 7 (17 ks) torpédový člun
- Třída S 24 (8 ks) torpédový člun
- SMS S 32 torpédový člun
- Třída S 33 (9 ks) torpédový člun
- SMS S 42 torpédový člun
- Třída S 43 (23 ks) torpédový člun
- SMS S 66 torpédový člun
- Třída S 67 (7 ks) torpédový člun
- SMS S 74 torpédový člun
- Třída S 75 (7 ks) torpédový člun
- Třída S 82 (6 ks) torpédový člun
- Třída G 88 (2 ks) torpédový člun
- Třída S 90 (12 ks) torpédový člun
- Třída S 102 (6 ks) torpédový člun
- Třída G 108 (6 ks) torpédový člun
- Třída S 114 (6 ks) torpédový člun
- Třída S 120 (5 ks) torpédový člun
- SMS S 125 torpédový člun
- Třída S 126 (6 ks) torpédový člun
- Třída G 132 (5 ks) torpédový člun
- SMS G 137 torpédový člun

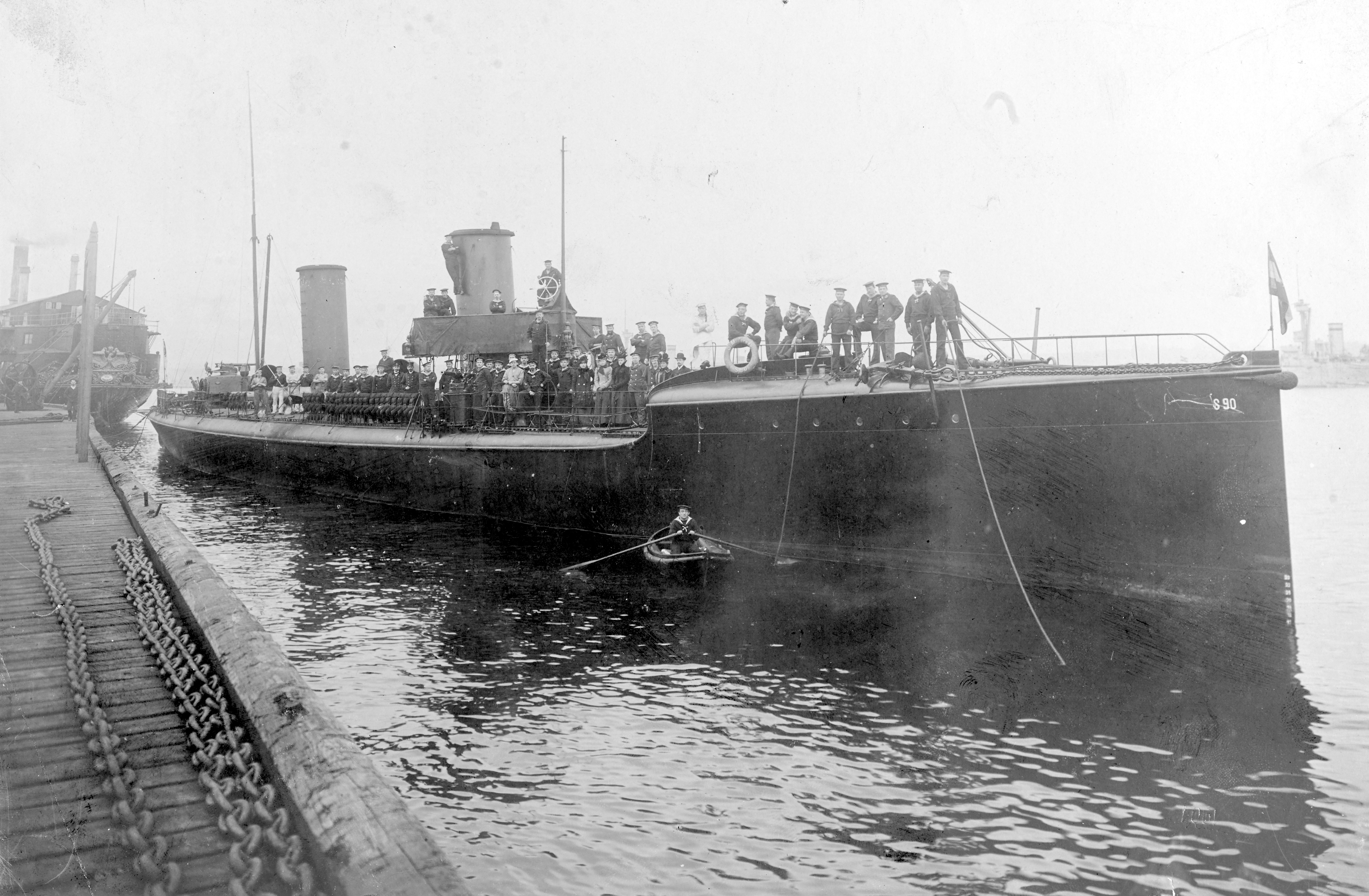
SMS S 90 v Kielu

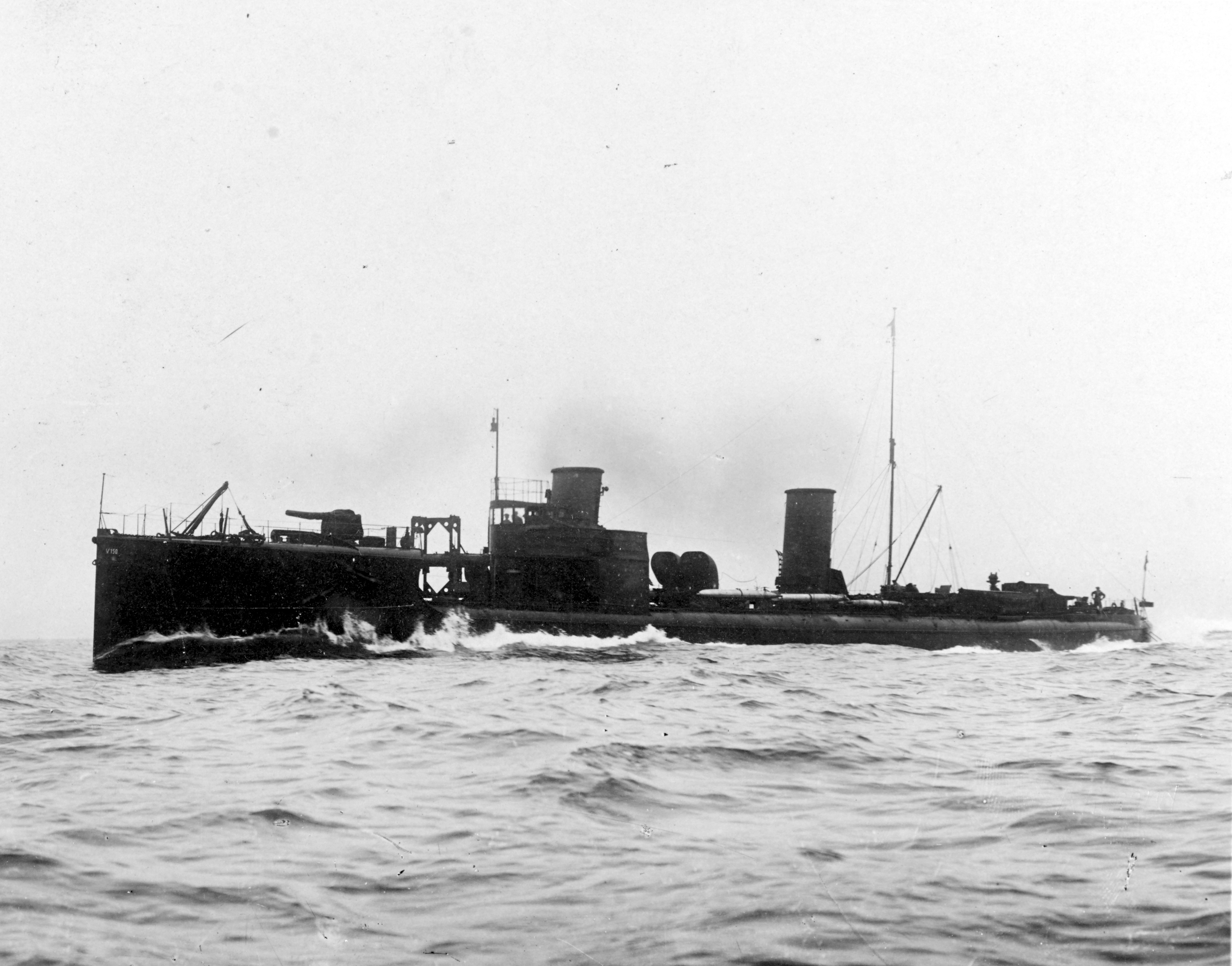
SMS V 150

- Třída S 138 (12 ks) torpédový člun
- Třída V 150 (11 ks) torpédový člun
- SMS V 161 torpédový člun
- Třída V 162 (3 ks) torpédový člun
- Třída S 165 (8 ks) torpédoborec
- Třída G 169 (4 ks) torpédoborec
- SMS G 173 torpédoborec
- Třída G 174 (2 ks) torpédoborec
- Třída S 176 (4 ks) torpédoborec
- Třída V 180 (6 ks) torpédoborec
- Třída V 186 (6 ks) torpédoborec
- Třída G 192 (6 ks) torpédoborec
- Třída V 1 (8 ks) torpédoborec
- Třída G 7 (6 ks) torpédoborec
- Třída S 13 (12 ks) torpédoborec
- Třída V 25 (6 ks) torpédoborec
- Třída S 31 (6 ks) torpédoborec
- Třída G 37 (4 ks) torpédoborec
- Třída G 41 (2 ks) torpédoborec
- Třída V 43 (4 ks) torpédoborec
- Třída V 47 (2 ks) torpédoborec
- Třída S 49 (4 ks) torpédoborec
- Třída S 53 (14 ks) torpédoborec
- Třída V 67 (18 ks) torpédoborec
- Třída G 85 (11 ks) torpédoborec
- SMS G 96 torpédoborec
- Třída B 97 (6 ks) torpédoborec
- Třída V 99 (2 ks) torpédoborec
- Třída G 101 (4 ks) torpédoborec
- Třída V 105 (4 ks) torpédoborec
- Třída S 113 (3 ks) torpédoborec
- Třída V 116 (3 ks) torpédoborec
- Třída G 119 (3 ks) torpédoborec
- Třída B 122 (3 ks) torpédoborec
- Třída V 125 (6 ks dokončeno, 5 nedokončeno) torpédoborec
- Třída S 131 (9 ks) torpédoborec
- Třída H 145 (3 ks) torpédoborec
- Třída G 148 (4 ks) torpédoborec
- Třída S 152 (6 ks) torpédoborec
- Třída V 158 (8 ks) torpédoborec
- Třída H 166 (4 ks) torpédoborec
- Třída V 170 (16 ks) torpédoborec
- Třída S 178 (21 ks) torpédoborec
- Třída H 186 (16 ks) torpédoborec

### Ukořistěné

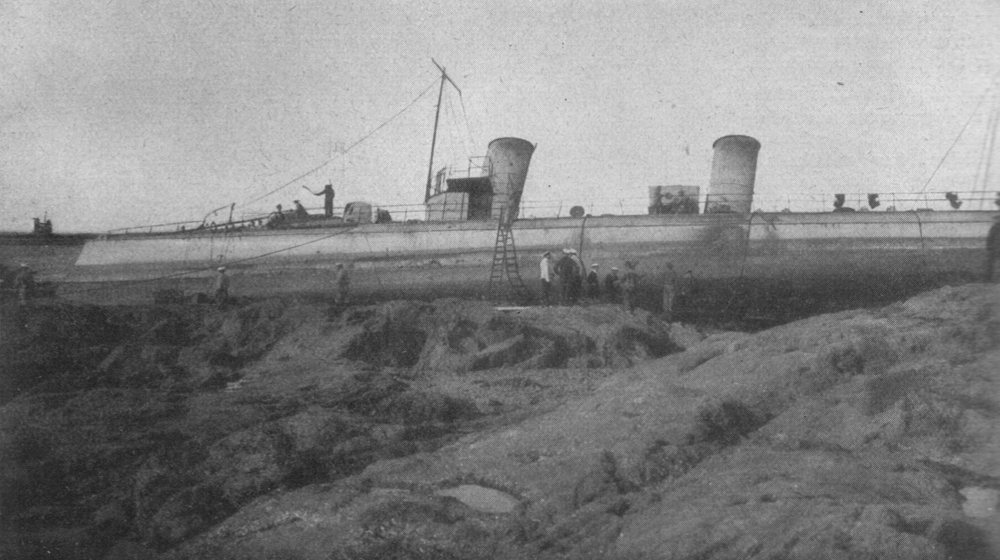
Taku (ex Chaj-čching)

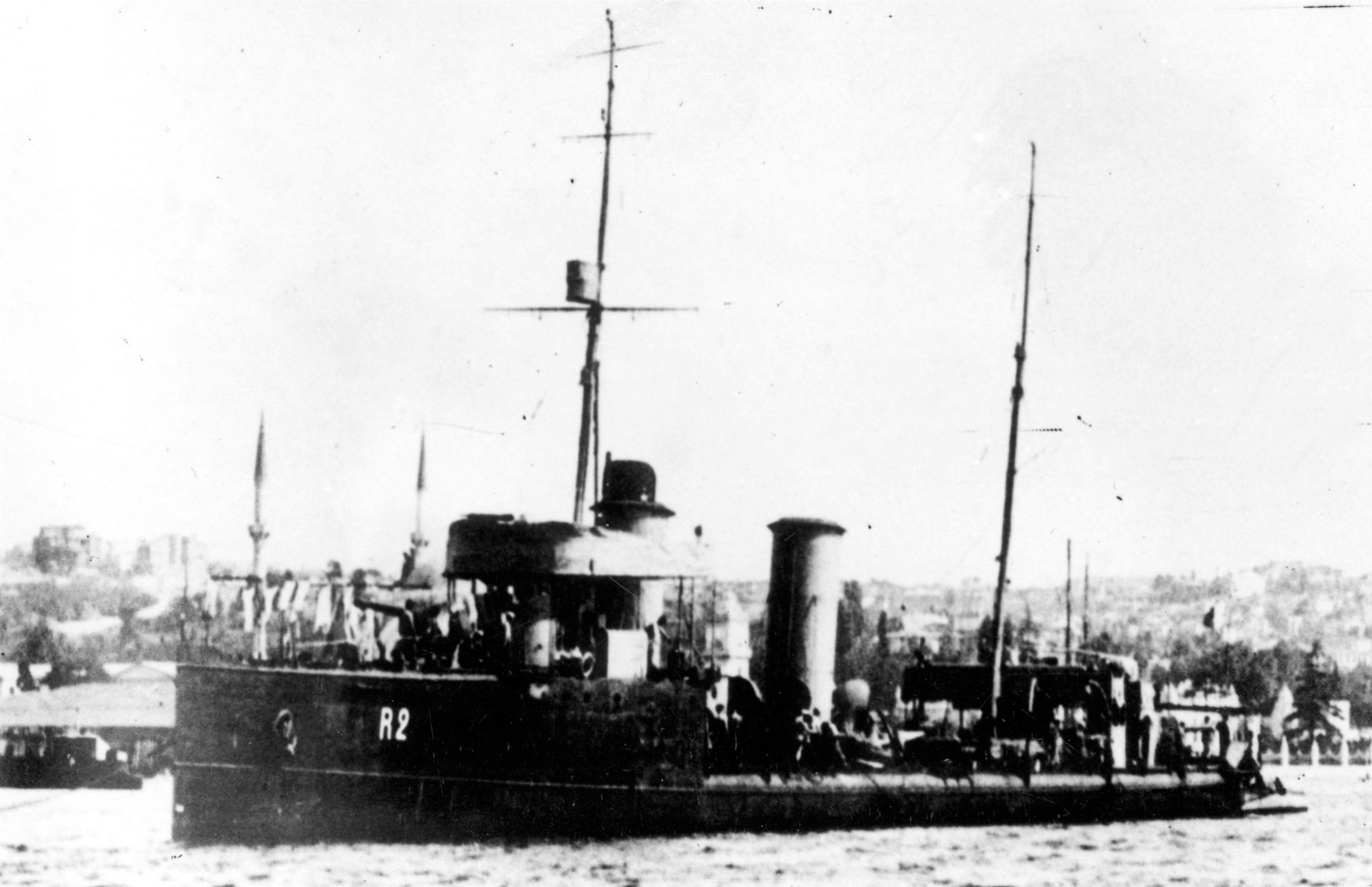
Francouzský torpédoborec R2 (ex R04, ex Kapitan Saken)

- Třída Chaj-lung (Čína)
  - Taku (ex Chaj-čching)

- Třída Bojkij (Rusko)
  - R10 (ex Zorkij)
  - R11 (ex Zvonkij)
  - R12 (ex Žutkij) – nezařazen
  - R12 (ex Živoj)
  - R13 (ex Zavidnyj) – nezařazen

- Třída Lejtěnant Šesťakov (Rusko)
  - R04 (ex Kapitan Saken)

- Třída Bespokojnyj (Rusko)
  - R01 (ex Sčastlivyj)
  - R02 (ex Bystryj) – nezařazen
  - R03 (ex Gněvnyj) – nezařazen

## Kriegsmarine
- Třída Raubvogel (6 ks)
- Třída Raubtier (6 ks)
- Zerstörer 1934 (4 ks)
- Zerstörer 1934A (12 ks)
- Zerstörer 1936 (6 ks)
- Zerstörer 1936A (8 ks)
- Zerstörer 1936A Mob (7 ks)

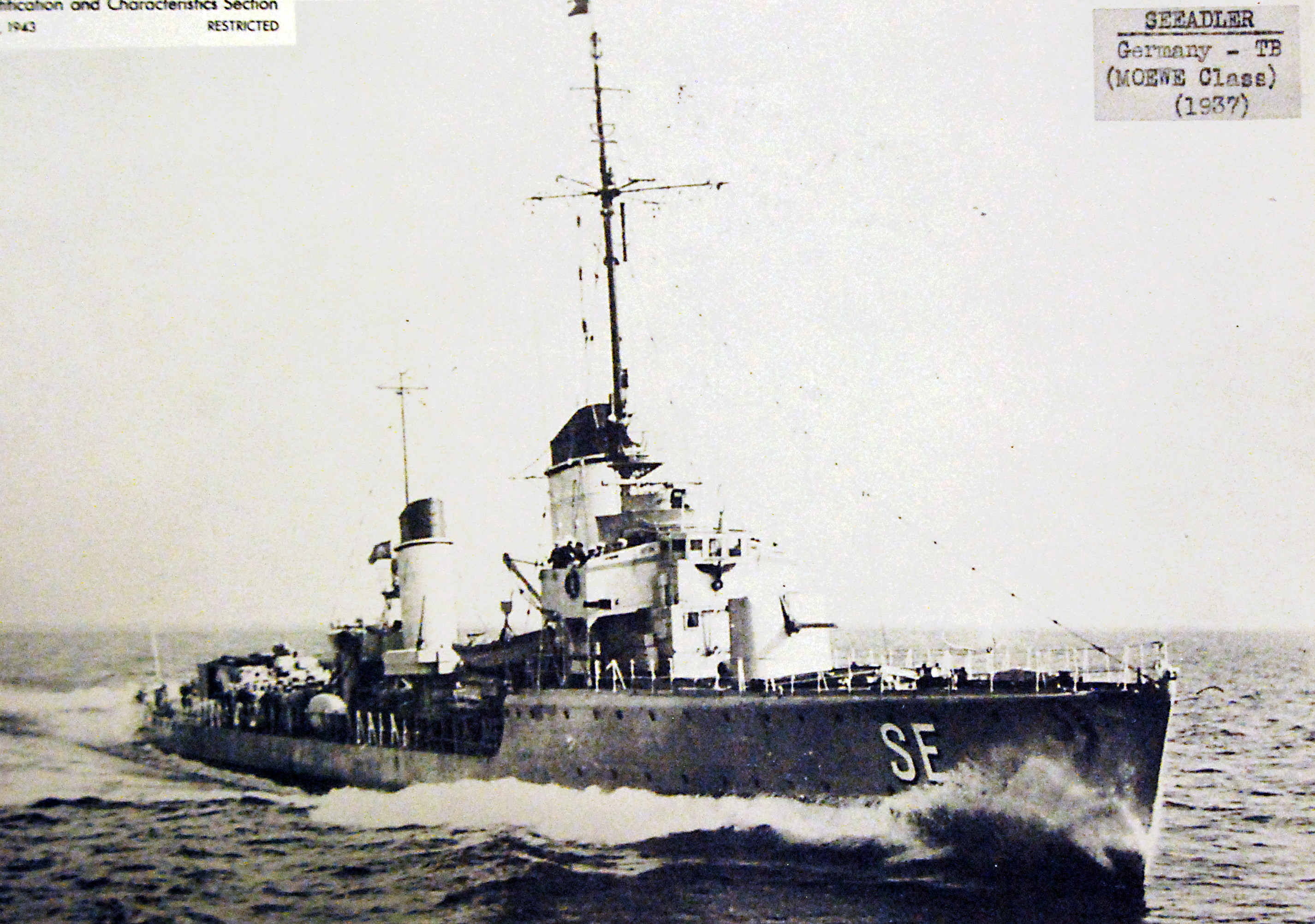
Torpédoborec Seeadler třídy Raubvogel

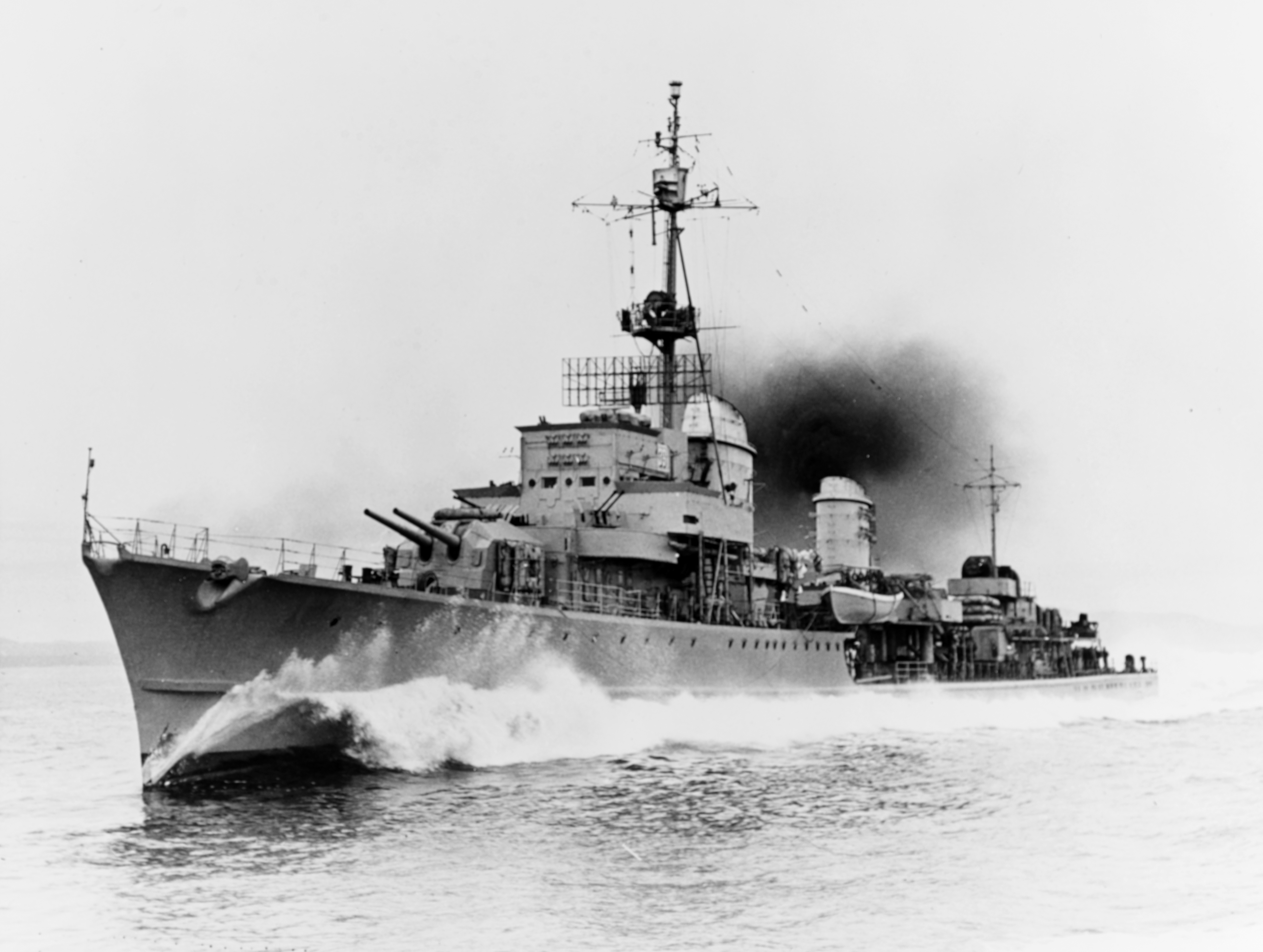
Torpédoborec Z39 třídy Zerstörer 1936A

- Zerstörer 1936B (3 ks, 2 nedokončeny)
- Zerstörer 1936C (5 nedokončeno)
- Zerstörer 1942 (1 nedokončen)
- Zerstörer 1944 (5 nedokončeno)

### Ukořistěné
- Třída Gerard Callenburgh (Nizozemsko)
  - ZH1 (ex Hr. Ms. Gerard Callenburgh)
  - ZH2 (ex Hr. Ms. Tjerk Hiddes) – nezařazen

- Třída Admiralen (Nizozemsko)
  - ZH3 (ex Hr. Ms. Van Galen) – oprava zrušena, nezařazen

- Třída Le Hardi (Francie)
  - ZF2 (ex L'Opiniâtre) – nedokončen

- Třída Bourrasque (Francie)
  - ZF4 (ex Cyclone) – oprava zrušena, nezařazen

- Třída G a H (Řecko)
  - ZG3 Hermes  (ex Vasilefs Georgios, D14)

## Německé námořnictvo
- Třída Hamburg
- Třída Lütjens